# نيسان ان اكس
نيسان ان اكس (بالإنجليزية: Nissan NX)‏ هي سيارة من صناعة نيسان موتورز أنتجت في 1991م.